# Boltenheide
Boltenheide ist eine Ortslage im Westen der bergischen Großstadt Wuppertal.

## Lage und Beschreibung
Die Ortslage liegt auf einer Höhe von 268 m ü. NHN am Waldgebiet Klosterbusch im Wohnquartier Schrödersbusch im Stadtbezirk Vohwinkel. Benachbarte Ortslagen sind Schieten, Sonnenberg, An der Linde, Frohental, Mühlenpfad und Steeger Eiche.
Der Name ist von einem Personennamen abgeleitet.

## Geschichte
Die Ortslage ist auf der Topographischen Aufnahme der Rheinlande von 1824 ohne Namen verzeichnet. Ab den Karten von 1892 ist die Ortslage als ‚Bollenheide‘ und ab 1903 als ‚Boltenheide‘ beschriftet.
Um 1830 ist Boltenheide in der Katasteraufnahme der Gemarkung Sonnborn als ein Kotten mit einer Fläche von 1 Ha aufgelistet, der im 18. Jahrhundert entstanden ist.
Boltenheide gehörte zur 1867 von Haan getrennten Bürgermeisterei Sonnborn, die 1888 unter Gebietsverlusten an Elberfeld in die Gemeinde Vohwinkel überging.
Im Gemeindelexikon für die Provinz Rheinland von 1888 werden ein Wohnhaus mit 14 Einwohnern angegeben.
Wann die heutige Straße Boltenheide, die von der Ehrenhainstraße nach Osten zu der Ortslage führt, ihren Namen erhalten hatte, ist unbekannt.